# پیووا ماسایا
پیووا ماسایا (به ایتالیایی: Piovà Massaia) یک کومونه در ایتالیا است که در استان آسته واقع شده‌است. پیووا ماسایا ۱۰٫۸ کیلومتر مربع مساحت و ۶۸۶ نفر جمعیت دارد و ۳۰۰ متر بالاتر از سطح دریا واقع شده‌است.